# Copa de Algarve 2010
La Copa de Algarve de 2010 fue la decimoséptima edición de este torneo. Es una competición anual de fútbol femenino organizada en la región de Algarve en Portugal.
Estados Unidos obtuvo su séptima Copa de Algarve, tras vencer en la final a Alemania por 3 a 2.

## Equipos participantes
| Equipo         | FIFA Rankings (diciembre de 2009) |
| -------------- | --------------------------------- |
| Estados Unidos | 1                                 |
| Alemania       | 2                                 |
| Suecia         | 4                                 |
| Noruega        | 7                                 |
| Dinamarca      | 10                                |
| China          | 13                                |
| Finlandia      | 16                                |
| Islandia       | 18                                |
| Rumania        | 36                                |
| Austria        | 39                                |
| Portugal       | 41                                |
| Islas Feroe    | 61                                |

## Fase de grupos

### Grupo A
| Equipo    | Pts | PJ | PG | PE | PP | GF | GC | DG  |
| --------- | --- | -- | -- | -- | -- | -- | -- | --- |
| Alemania  | 9   | 3  | 3  | 0  | 0  | 16 | 0  | +16 |
| China     | 4   | 3  | 1  | 1  | 1  | 3  | 6  | -3  |
| Dinamarca | 3   | 3  | 1  | 0  | 2  | 2  | 7  | -5  |
| Finlandia | 1   | 3  | 0  | 1  | 2  | 2  | 10 | -8  |

- Los horarios corresponden a la Hora del Oeste Europeo (WET): UTC±00:00

| 24 de febrero, 15:00 | China       | 1:1 | Finlandia     | Estadio Municipal, Lagos            |                                     |
|                      | Han Duan 7' |     | Sällström 54' | Árbitra: Quetzalli Alvarado Godinez | Árbitra: Quetzalli Alvarado Godinez |

| 24 de febrero, 17:00 | Alemania                                    | 4:0 | Dinamarca | Complexo Desportivo Belavista, Parchal |                       |
|                      | Behringer 36' · Prinz 56' · Grings 58', 82' |     |           | Árbitra: Michelle Pye                  | Árbitra: Michelle Pye |

| 26 de febrero, 15:00 | Dinamarca | 0:2 | China            | Estadio Municipal, Lagos     |                              |
|                      |           |     | Xu Yuan 12', 25' | Árbitra: Silvia Reyes Juárez | Árbitra: Silvia Reyes Juárez |

| 26 de febrero, 17:00 | Alemania                                                          | 7:0 | Finlandia | Complexo Desportivo Belavista, Parchal |                             |
|                      | Grings 34', 65', 70' · Popp 61', 66' · Keßler 77' · M. Müller 84' |     |           | Árbitra: Christina Pedersen            | Árbitra: Christina Pedersen |

| 1 de marzo, 17:00 | China | 0:5 | Alemania                                                | Estádio Algarve, Faro               |                                     |
|                   |       |     | Garefrekes 2' · Mittag 16', 42' · Peter 75' · Zietz 90' | Árbitra: Quetzalli Alvarado Godinez | Árbitra: Quetzalli Alvarado Godinez |

| 1 de marzo, 17:00 | Dinamarca            | 2:1 | Finlandia                   | Estadio Municipal, Albufeira |                         |
|                   | Munk 21' · Nadim 80' |     | Österberg Kalmari 7' (pen.) | Árbitra: Marina Wozniak      | Árbitra: Marina Wozniak |

### Grupo B
| Equipo         | Pts | PJ | PG | PE | PP | GF | GC | DG |
| -------------- | --- | -- | -- | -- | -- | -- | -- | -- |
| Estados Unidos | 9   | 3  | 3  | 0  | 0  | 6  | 1  | +5 |
| Suecia         | 4   | 3  | 1  | 1  | 1  | 7  | 5  | +2 |
| Noruega        | 4   | 3  | 1  | 1  | 1  | 6  | 6  | 0  |
| Islandia       | 0   | 3  | 0  | 0  | 3  | 3  | 10 | -7 |

- Los horarios corresponden a la Hora del Oeste Europeo (WET): UTC±00:00

| 24 de febrero, 15:00 | Estados Unidos                     | 2:0     | Islandia | Estadio Municipal, Vila Real de Santo António |                        |
|                      | Atladóttir 60' (o.g.) · Cheney 62' | Reporte |          | Árbitra: Christine Bek                        | Árbitra: Christine Bek |

| 24 de febrero, 18:00 | Noruega                   | 2:2 | Suecia                       | Estadio Municipal, Vila Real de Santo António |                           |
|                      | Wiik 7' · Christensen 13' |     | Sembrant 20' · Landström 53' | Árbitra: Kirsi Heikkienen                     | Árbitra: Kirsi Heikkienen |

| 26 de febrero, 15:00 | Noruega       | 1:2     | Estados Unidos     | Estadio José Arcanjo, Olhão |                      |
|                      | Herlovsen 64' | Reporte | Wambach 13', 90+2' | Árbitra: Sung Mi Cha        | Árbitra: Sung Mi Cha |

| 26 de febrero, 15:00 | Islandia         | 1:5 | Suecia                                                       | Estadio Municipal, Vila Real de Santo António |                          |
|                      | Magnúsdóttir 17' |     | Dahlkvist 47', 71' (pen.) · Liljegärd 52', 64' · Asllani 69' | Árbitra: Katerina Monzul                      | Árbitra: Katerina Monzul |

| 1 de marzo, 15:00 | Estados Unidos  | 2:0     | Suecia | Desportivo da Nora Park, Ferreiras |                         |
|                   | Cheney 57', 87' | Reporte |        | Árbitra: Efthalia Mitsi            | Árbitra: Efthalia Mitsi |

| 1 de marzo, 15:00 | Islandia                            | 2:3 | Noruega                         | Estadio Francisco Vieira, Silves |                          |
|                   | Viðarsdóttir 55' · Magnúsdóttir 73' |     | Gulbrandsen 8', 58' · Woods 62' | Árbitra: Katerina Monzul         | Árbitra: Katerina Monzul |

### Grupo C
| Equipo      | Pts | PJ | PG | PE | PP | GF | GC | DG  |
| ----------- | --- | -- | -- | -- | -- | -- | -- | --- |
| Rumania     | 7   | 3  | 2  | 1  | 0  | 7  | 1  | +6  |
| Portugal    | 7   | 3  | 2  | 1  | 0  | 7  | 1  | +6  |
| Austria     | 3   | 3  | 1  | 0  | 2  | 4  | 4  | 0   |
| Islas Feroe | 0   | 3  | 0  | 0  | 3  | 1  | 13 | -12 |

Nota: Rumania y Portugal desempataron por sorteo.
- Los horarios corresponden a la Hora del Oeste Europeo (WET): UTC±00:00

| 24 de febrero, 14:00 | Portugal                                 | 5:0 | Islas Feroe | Complexo Desportivo Belavista, Parchal |                         |
|                      | Vieira 5', 19' · Fernandes 41', 45', 46' |     |             | Árbitra: Efthalia Mitsi                | Árbitra: Efthalia Mitsi |

| 24 de febrero, 18:00 | Rumania           | 2:0 | Austria | Estadio Municipal, Lagos       |                                |
|                      | Duşă 4' · Rus 35' |     |         | Árbitra: Theresa Raissa Neguel | Árbitra: Theresa Raissa Neguel |

| 26 de febrero, 14:00 | Portugal | 0:0 | Rumania | Complexo Desportivo Belavista, Parchal |  |
|                      |          |     |         | Árbitra: Carolina González Urrutia     |  |

| 26 de febrero, 18:00 | Austria                      | 3:0 | Islas Feroe | Estadio Municipal, Lagos |  |
|                      | Burger 7' · Gröbner 28', 59' |     |             |                          |  |

| 1 de marzo, 14:00 | Islas Feroe | 1:5 | Rumania                                   | CD Montechoro, Albufeira |                     |
|                   | Hansen 11'  |     | Rus 3', 6', 75' · Iuşan 78' · Pavel 90+1' | Árbitra: Faduma Dia      | Árbitra: Faduma Dia |

| 1 de marzo, 14:00 | Portugal                      | 2:1 | Austria     | Estádio Algarve, Faro |                   |
|                   | Matias 71' (pen.) · Couto 81' |     | Gröbner 13' | Árbitra: Jia Wang     | Árbitra: Jia Wang |

## Fase final
- Los horarios corresponden a la Hora del Oeste Europeo (WET): UTC±00:00

### 11.º puesto
| 3 de marzo, 11:00 | Austria                                                             | 6:0 | Islas Feroe | Estadio José Arcanjo, Olhão  |                              |
|                   | Hanschitz 59', 90+1' · Gröbner 68' · Burger 73' · Puntigam 75', 89' |     |             | Árbitra: Silvia Reyes Juárez | Árbitra: Silvia Reyes Juárez |

### 9.º puesto
| 3 de marzo, 13:00 | Portugal | 0:3 | Islandia                                                | Estádio Algarve, Faro       |                             |
|                   |          |     | Magnúsdóttir 49' · Viðarsdóttir 62' · Lárusdóttir 90+3' | Árbitra: Christina Pedersen | Árbitra: Christina Pedersen |

### 7.º puesto
| 3 de marzo, 11:00 | Finlandia | 0:1 | Rumania   | Estadio Francisco Vieira, Silves |                                |
|                   |           |     | Pavel 17' | Árbitra: Theresa Raissa Neguel   | Árbitra: Theresa Raissa Neguel |

### 5.º puesto
| 3 de marzo, 11:00 | Dinamarca                | 2:1 | Noruega        | Desportivo da Nora Park, Ferreiras |                      |
|                   | Rasmussen 48' · Veje 60' |     | Pedersen 90+4' | Árbitra: Sung Mi Cha               | Árbitra: Sung Mi Cha |

### 3.º puesto
| 3 de marzo, 11:00 | China | 0:2 | Suecia                      | Estadio Municipal, Albufeira |                       |
|                   |       |     | Dahlkvist 13' · Fischer 68' | Árbitra: Michelle Pye        | Árbitra: Michelle Pye |

### Final
| 3 de marzo, 16:00 | Alemania        | 2:3     | Estados Unidos                       | Estádio Algarve, Faro                                   |                                                         |
|                   | Grings 41', 74' | Reporte | Lloyd 18' · Wambach 22' · Cheney 69' | Asistencia: 1.200 espectadores Árbitra: Kirsi Heikkinen | Asistencia: 1.200 espectadores Árbitra: Kirsi Heikkinen |

| Campeón                   |
| Estados Unidos 7.º título |

## Goleadoras
| Jugadora      | Goles |
| ------------- | ----- |
| Inka Grings   | 7     |
| Jayne Ludlow  | 3     |
| Lotta Schelin | 3     |